# Музей и художественная галерея Дерби
Музе́й и худо́жественная галере́я Де́рби (англ. Derby Museum and Art Gallery) — музей, основанный в 1836 году совместно с Центральной библиотекой Дерби в специально построенном здании по проекту Ричарда Нилла Фримена (англ. Richard Knill Freeman) и пожертвованный городу Майклом Томасом (англ. Michael Thomas Bass, Jr.). В музее представлено множество картин Джозефа Райта (в музее хранится более 300 его эскизов, 34 картины маслом и документы), продукция Royal Crown Derby. Кроме того, в музее собраны коллекции археологических (вытесанный челнок из Хенсона, кувшин из Дербского ипподрома), естественнонаучных (напр., Аллентонский бегемот, солнечные часы «Уайтхёрст и сын», кусок матлокита, изделия из эшфордского чёрного мрамора, гербарий Джозефа Уайттекера), исторических (напр., чучело The King of Rome, или доска, на которой был казнён последний человек, обезглавленный топором в Великобритании), геологических и военных объектов, а также коллекция фарфоровых изделий из Дерби и его окрестностей (например, Пинкстонский фарфор, продукция Denby Pottery Company), картины Луизы Рэйнер, её отца Самуэля Рэйнера, Эрнста Таунсенда, Альфреда Джона Кина, Эрнста Эллиса Кларка, Дэвида Пейна, Джорджа Тёрнера, Уильяма Кофе, Джона Хаслема, Клауда Томаса Стенфилда Мура, Джорджа Хольцендорфа, Рональда Поупа, Бенджамина Уэста («Генерал Джонсон спасает раненого французского офицера от томагавка североамериканского индейца»), Генри Ларка Пратта, Франка Бересфорда, Кристофера Хофланда, Джебуса Шеннона, Альфреда Уолмарка, Томаса Кресвика и других. В коллекции есть и объекты, не связанные непосредственно с историей региона — например, маски Татануа.

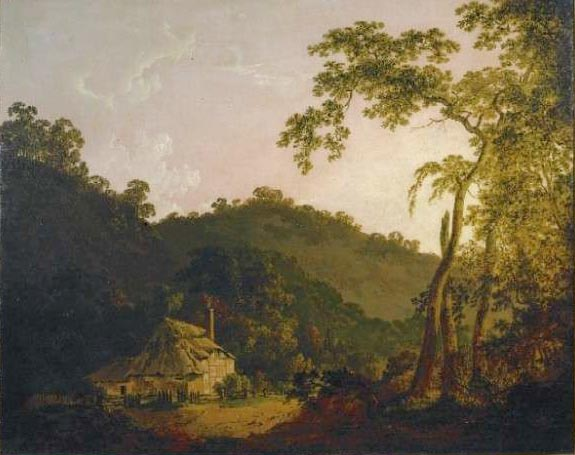
Нидвудский лес, одна из картин коллекции

Историю музея можно отсчитывать от основания «Городского и графского музея и естественнонаучного общества Дерби» (Derby Town and County Museum and Natural History Society) 10 февраля 1836 года, первым президентом которого стал Джордж Харпер-Кру. Изначально это было закрытое сообщество, основанное на подписке его членов (в 1856 году директор музея, Уильям Манди, предлагал выставить коллекцию для горожан, но тогда это предложение было отвергнуто). В коллекцию изначально были внесены минералы и чучела птиц. В 1964 году музей и арт-галерея были переведены в новое здание, но здание библиотеки продолжает быть разделено с этими организациями.
В 2011 году Фонд Викимедиа и Музей Дерби и художественная галерея открыли совместный проект по улучшению Википедии, в рамках которого за написание и улучшение статей, связанных с музеем, весной-летом 2011 года будут вручены призы. Тексты написанных в рамках проекта статей будут доступны посетителям музея через QR-коды с помощью системы QRpedia.

## Полковой музей 9/12 Принца Уэльского Королевского Уланского полка
В рамках музея работает полковой музей 9/12 Принца Уэльского Королевского Уланского полка. Вход в него — бесплатный, хотя принимаются пожертвования на поддержание коллекции. В современный вид галерея была приведена на средства гранта от Heritage Lottery Fund (HLF) совместно с 9/12 Принца Уэльского Королевским Уланским полком, городским советом Дерби и подразделениями Derbyshire Yeomanry, Worcestershire и Sherwood Foresters. Открытие обновлённой галереи состоялось 25 октября 2008 года. Было выставлено около 200 новых объектов, включая макет башни танка, оружие, медали (напр., кресты Виктории Роберта Келлса, Давида Спенса, Уильяма Гоата, Фрэнсиса Гренфелла), полноразмерные реконструкции уланов времён Первой мировой войны и небольшой кусочек траншеи тех же времён вместе со звуковыми эффектами. Экспозиция сопровождена аудио-видео гидом.

## Комната Красавчика принца Чарли

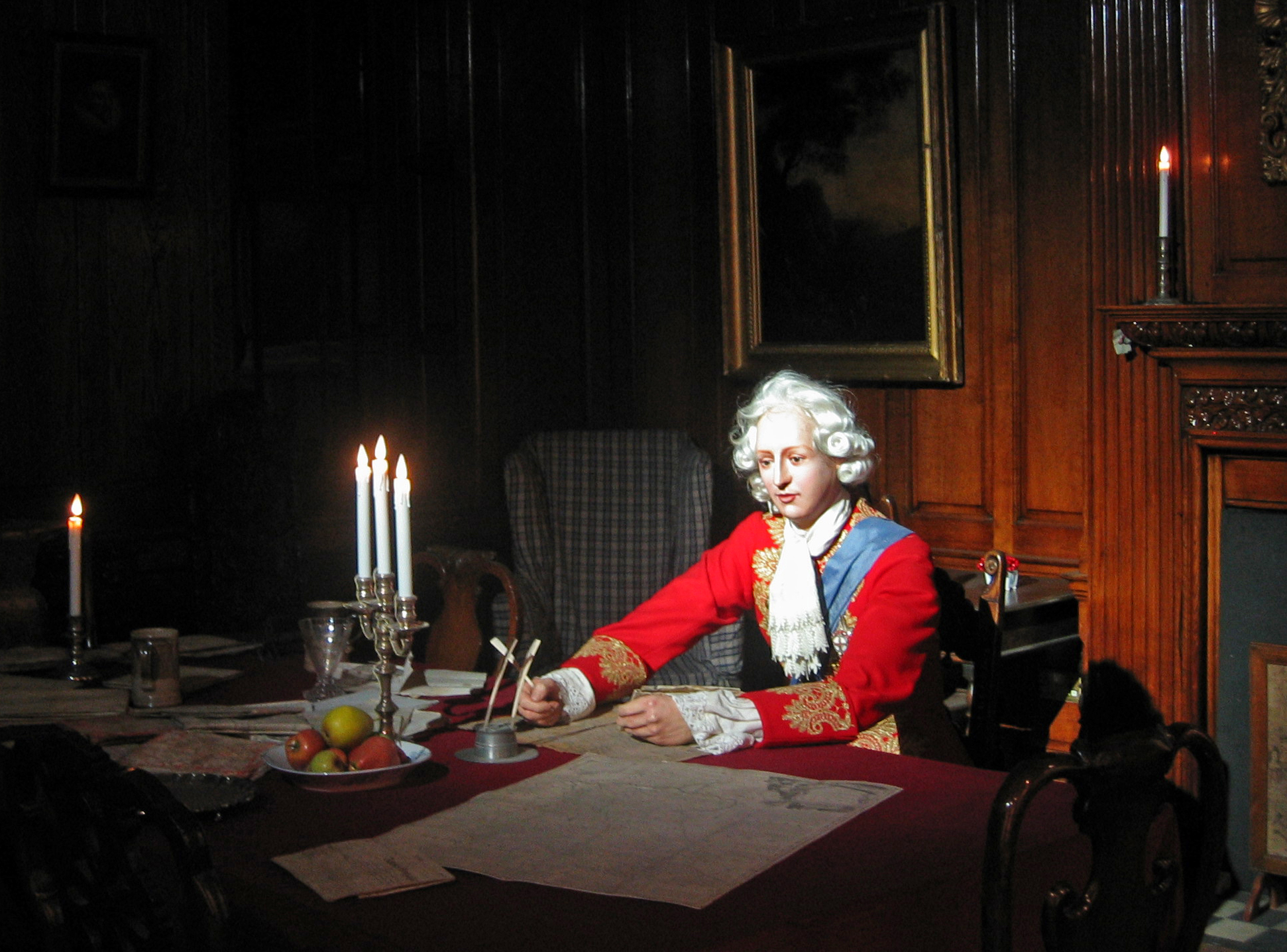
Современный вид комнаты

В музее находится реплика комнаты Эксетер-Хауз, в которой Карл Эдуард Стюарт во время Второго якобитского восстания проводил свой военный совет в 1745 году во время движения на юг для захвата британской короны. Обшивка комнаты происходит из оригинального дома, разрушенного в 1845 году: перед сносом дубовые панели были куплены музеем, который вслед получил связанные с комнатой предметы в дар. Королева Виктория в 1873 году прислала оригинал письма принца из своей собственной коллекции, а граф Стенхоуп Честерфилдский прислал якобитскую медаль в хорошем состоянии.